# Vacío Local
El Vacío Local es una vasta región vacía del espacio, adyacente al Grupo Local. Descubierto en 1987 por Brent Tully y Rick Fisher, ahora se sabe que está compuesto por tres sectores diferentes, separados por puentes de filamentos galácticos tenues. Se desconoce su extensión exacta, pero tiene al menos 150 millones de años luz (45 megapársercs) de ancho, y posiblemente llegue hasta una anchura de 150 a 300 Mpc. Parece tener significativamente menos galaxias de lo esperado por la cosmología.

## Ubicación y dimensiones
Los vacíos se ven afectados por la forma en que la gravedad hace que la materia en el universo se «acumule», agrupando a las galaxias en cúmulos y cadenas, separadas por regiones en su mayoría desprovistas de galaxias, aunque los mecanismos exactos están sujetos a debate científico.
Los astrónomos han notado previamente que la Vía Láctea se encuentra en un gran grupo plano de galaxias llamado Hoja Local, que limita con el Vacío Local; y este se extiende aproximadamente 200 millones de años luz (60 Mpc) comenzando en el borde del Grupo Local. Se cree que la distancia desde la Tierra al centro del Vacío Local debe ser de al menos de 75 millones de años luz (23 Mpc).
Su tamaño se calculó debido a una galaxia enana aislada conocida como ESO 461-36 ubicada en su interior. Cuanto más grande y vacío son estas regiones, más débil es su gravedad y más rápido debería huir la galaxia enana del vacío hacia concentraciones de materia, pero las discrepancias dan lugar a teorías contrapuestas. Se ha sugerido la energía oscura como una explicación alternativa para la rápida expulsión de la galaxia enana.
Un modelo anterior de «burbuja de la constante de Hubble», basado en medidas de velocidades de supernovas de tipo Ia, proponía un vacío relativo centrado en la Vía Láctea. Sin embargo, un análisis reciente de esos datos sugirió que el polvo interestelar había dado lugar a mediciones engañosas.
Varios autores han demostrado que el universo local de hasta 300 megapársecs de la Vía Láctea es entre un 15 y un 50% menos denso que las zonas circundantes. A esto se le ha llamado Vacío Local o Agujero Local. Algunos informes de los medios lo han denominado Vacío KBC, aunque este nombre no ha sido retomado en otras publicaciones.[cita requerida]

## Efecto sobre el entorno
Los científicos creen que el Vacío Local está creciendo y que la Hoja Local, que forma una de las paredes del vacío, se está alejando del centro del vacío a 260 km/s. Las concentraciones de materia normalmente se juntan, creando un vacío más grande por donde la materia se escapa. El Vacío Local está rodeado uniformemente de materia en todas direcciones, excepto en un sector en el que no hay nada, lo que tiene el efecto de quitarle más materia a ese sector. El efecto sobre la galaxia cercana es sorprendentemente grande. La velocidad de la Vía Láctea lejos del Vacío Local es 965 607,2 km/h.

## Lista de galaxias vacías
Se han encontrado varias galaxias vacías dentro del Vacío Local, entre ellas:
| Galaxia  | Constelación | Declinación      | Distancia                                         | Ascensión recta  | Notas |
| -------- | ------------ | ---------------- | ------------------------------------------------- | ---------------- | --- |
| Piscis A | Piscis       | +10° 48′ 47,01″  | 18,4 millones de años luz (5,64 Mpc)              | 00h 14m 46.000s  | Son las dos galaxias enanas ubicadas en el Vacío Local y se encuentran en la constelación de Piscis. Piscis A está a 18,4 millones de años luz (5,64 pársec) de distancia y Piscis B está a 30 millones de años luz (9,2 pársecs). Las galaxias fueron descubiertas con el Observatorio WIYN. Hace unos 100 millones de años, comenzaron a salir del vacío hacia la zona de filamentos local y un entorno gaseoso más denso. Esto provocó que se duplicara el ritmo de formación de estrellas. |
| Piscis B | Piscis       | +11° 07′ 18.22″  | 30 millones de años luz (9,2 Mpc)                 | 01h 19m 11.700s  | Son las dos galaxias enanas ubicadas en el Vacío Local y se encuentran en la constelación de Piscis. Piscis A está a 18,4 millones de años luz (5,64 pársec) de distancia y Piscis B está a 30 millones de años luz (9,2 pársecs). Las galaxias fueron descubiertas con el Observatorio WIYN. Hace unos 100 millones de años, comenzaron a salir del vacío hacia la zona de filamentos local y un entorno gaseoso más denso. Esto provocó que se duplicara el ritmo de formación de estrellas. |
| NGC 7077 | Acuario      | 02° 24′ 51″      | 56 millones de años (17,2 Mpc)                    | 21h 29m 59,6s    | Galaxia enana compacta lenticular de color azul ubicada a unos 56 millones de años luz de la Tierra en la constelación de Acuario. Descubierta por el astrónomo Albert Marth el 11 de agosto de 1863, la galaxia se encuentra dentro del Vacío Local. |
| NGC 6503 | Draco        | +70° 08′ 39.587″ | 13,05 ± 0,33 millones de años luz (4,0 ± 0,1 Mpc) | 17h 49m 26.4207s | Galaxia espiral enana de campo ubicada en el borde de una región del espacio llamada Vacío Local. La galaxia enana se extiende por 30.000 años luz y se encuentra aproximadamente a 17 millones de años luz de distancia en la constelación de Draco. Esta galaxia espiral es especialmente colorida, donde se pueden ver regiones de gas de color rojo brillante esparcidas por sus brazos espirales. Las regiones de color azul brillante contienen estrellas en formación. En los brazos y el centro de la galaxia hay áreas de polvo de color marrón oscuro. Tiene una galaxia satélite conocida, conocida como KK 242. Con una masa estelar de aproximadamente 3 millones de masas solares, KK 242 se encuentra en el límite entre una galaxia enana irregular y una galaxia enana esferoidal. |
| NGC 6789 | Draco        | +63° 58′ 23″     | 12 millones de años luz (3,6 Mpc)                 | 19h 16m 41s      | Galaxia irregular en la constelación de Draco descubierta por Lewis Swift el 30 de agosto de 1883 y ubicada dentro del Vacío Local, una región del espacio con muchas menos galaxias que su entorno. Es la galaxia enana compacta azul más cercana a la Vía Láctea. Es químicamente homogénea y relativamente pobre en metales. |